# 金井山駅
金井山駅（かないやまえき）は、長野県長野市松代町柴にあった長野電鉄屋代線の駅（廃駅）である。駅番号はY7。

## 歴史
- 1922年（大正11年）6月10日：河東鉄道により開業[1]。
- 1926年（大正15年）9月30日：河東鉄道と長野電気鉄道の合併により、長野電鉄が発足したことに伴い、河東線の駅となる。
- 1965年（昭和40年）4月1日：貨物営業廃止。
- 1978年（昭和53年）2月25日：停留場に変更されることに伴い、構内踏切を廃止（棒線化）[1]。
- 1981年（昭和56年）5月11日：駅員無配置駅となる。
- 2002年（平成14年）9月18日：路線名改称により屋代線の駅となる。
- 2007年（平成19年）4月1日：ザ!鉄腕!DASH!!の放送にて当駅が映る[2]。
- 2012年（平成24年）4月1日：屋代線廃止により廃駅[1]。

## 駅構造
単式ホーム1面1線を有する地上駅。かつては相対式ホーム2面2線と貨物側線を持つ有人駅だったが、廃止時は無人駅だった。
戦後の一時期、当駅から松代寄りに石材積出用の側線が延びていた。

## 利用状況
年間乗車人数及び1日あたり乗車人員は次のとおりであった。
- 2006年度　16,852人 ： 46人/日
- 2007年度　16,115人 ： 44人/日
- 2008年度　14,393人 ： 39人/日
- 2009年度　14,161人 ： 39人/日
- 2010年度　14,001人 ： 38人/日

## 駅周辺

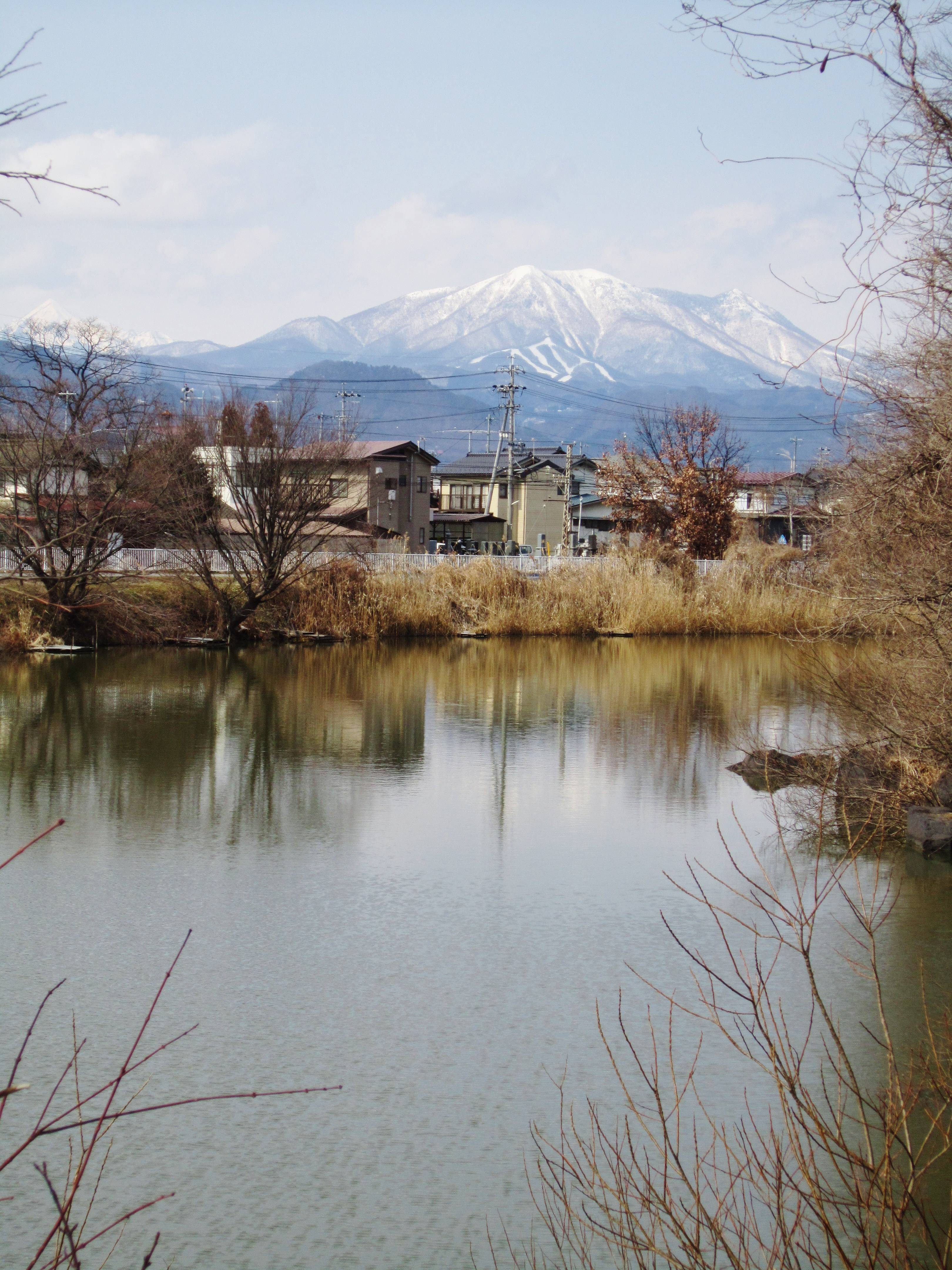
駅南にある金井池と飯縄山

- 長野市立寺尾小学校
- 寺尾郵便局
- 千曲川
- 国道403号（谷街道）
- 山本勘助の墓[1]
- 金井池

## バス路線
駅前の国道403号上に、アルピコ交通（川中島バス）・長電バスの金井山停留所がある。
- アルピコ交通（川中島バス）
  - 48 長野駅 - 市役所前 - 文化学園前 - 綱島 - 金井山 - 松代駅 - 松代高校
- 長電バス
  - （屋代線代替バス）：須坂駅 - 井上 - 若穂病院 - 川田駅 - 金井山 - 松代駅 - 岩野 - 屋代駅

## 廃止後
ホームなどは廃止後1年ほど残っていたが全て解体され更地化された後、駅の前後にサイクリングロードが数 kmほど整備され、のち当駅構内へも開通した。
代替バスのバス停は「金井山」バス停が設置された。

## 隣の駅
長野電鉄
■屋代線
松代駅 (Y6) - 金井山駅 (Y7) - 大室駅 (Y8)